# 2MASS J16082847-2315103
2MASS J16082847-2315103 ist ein Brauner Zwerg im Sternbild Skorpion. Er wurde 2008 von Nicolas Lodieu et al. entdeckt. Er gehört der Spektralklasse L1 an. Seine Position verschiebt sich aufgrund seiner Eigenbewegung jährlich um 0,0171 Bogensekunden.